# Lisa Coleman (muzikant)
Lisa Coleman (Los Angeles, Californië, Verenigde Staten, 17 augustus 1960) is een Amerikaans muzikante en componiste. Coleman speelt hoofdzakelijk piano en keyboard, maar verzorgt ook de achtergrondvocalen en heel soms ook de hoofdvocalen.

## Biografie
Ze komt uit een muzikaal gezin. Haar vader, Gary Coleman, was een bekende studiomuzikant in de jaren zestig en zeventig.
In 1980 werd ze toetseniste en achtergrondzangeres in de begeleidingsband van Prince. Ze verving Gayle Chapman, die zich niet kon verenigen met de seksueel getinte teksten van Prince. Tevens was ze toentertijd een van de weinige muzikanten die naast Prince op zijn albums te horen was. Toen in 1983 haar jeugdvriendin Wendy Melvoin in de band kwam en de band de naam The Revolution kreeg, vormde ze samen met haar het duo Wendy and Lisa. Nadat ze beiden eind 1986 The Revolution hadden verlaten, gingen ze onder deze naam verder en scoorden ze eind jaren tachtig enkele hits.
In de jaren negentig en daarna werd Coleman, vaak samen met Melvoin, bekend als studiomuzikant, en componist en uitvoerder van film- en televisiemuziek, waaronder Carnivàle, Crossing Jordan en Heroes. Daarnaast componeerde ze ook voor andere artiesten, onder wie Grace Jones.